# Henrietta Carstairs

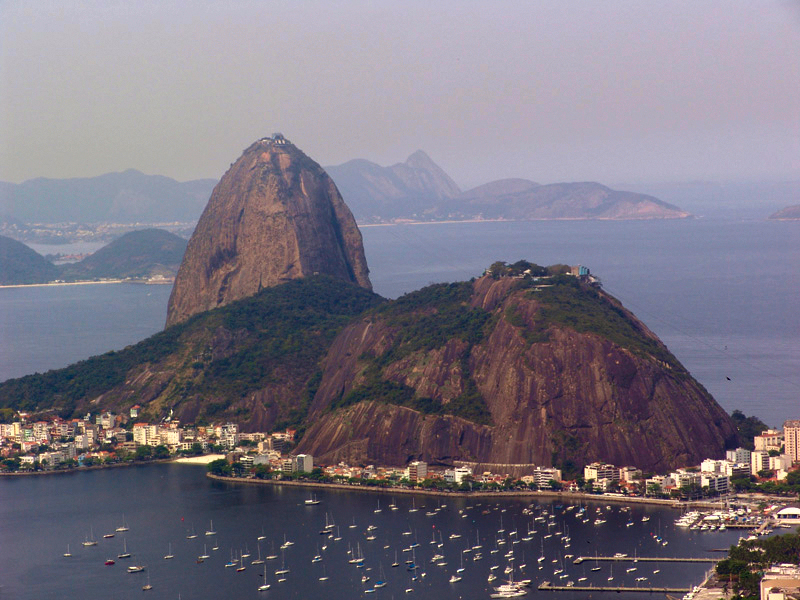
Der Zuckerhut in Rio de Janeiro

Henrietta Carstairs (* 1777 oder 1778; † nach 1817) war eine britische Bergsteigerin und ein Kindermädchen.

## Leben
Henrietta Carstairs erlangte 1817 durch die Erstbesteigung des Zuckerhutes in Rio de Janeiro Bekanntheit. Der 396 Meter hohe Felsen galt zuvor als unbesteigbar. Die Britin platzierte auf dem Gipfel den Union Jack, die Nationalflagge des Vereinigten Königreichs. Der Legende nach soll ein patriotischer portugiesischer Soldat einen Tag darauf auf den Felsen geklettert sein, um die fremde Flagge durch die eigene auszutauschen.